# DVB-H i DMB
DVB-H i Radiodifusió multimèdia digital (DMB) fan referència a dos estàndards de difusió de televisió mòbil. La combinació dels serveis aportats per la TV digital i per la telefonia mòbil representa la nova generació de televisió, el següent pas lògic en la seva evolució tant pels usuaris com pels operadors.

## Els estàndards
En l'actualitat, existeixen dos estàndards competint per la supremacia a la televisió mòbil, DVB-H i DMB. Aquesta situació genera un conflicte entre els principals representants de cadascun dels estàndards: Europa i Corea.
Els serveis de televisió mòbil del primer dels dos, Digital Video Broadcasting for Handheld devices o DVB-H, són actualment en proves a Espanya, Alemanya, Regne Unit, França, Suïssa, Malàisia, Singapur, Austràlia, Sud-àfrica i Estats Units. Es tracta d'una extensió de l'estàndard de distribució DVB-T creada pel DVB project el desembre de 2004 i fortament recolzada per Nokia.
El seu principal competidor, DMB, va ser desenvolupat per The Korea Broadcasting Comission a partir de l'estàndard DAB (Digital audio broadcast). En aquest cas, trobem dos variants de l'estàndard: Terrestrial DMB (T-DMB), que utilitza la xarxa terrestre de distribució, i Satellite DMB (S-DMB), que combina satèl·lits geoestacionaris i repetidors terrestres.

## Comparativa
Pel que fa a l'espectre, ambdós estàndards són espectralment compatibles amb televisió analògica i digital i, per tant, no interfereixen de cap manera en l'espectre assignat als operadors de telefonia. El principal problema que ha trobat DVB-H ha estat el lliurament de llicències per l'emissió, ja que avui dia s'estan esperant aquestes llicències que no sembla que arribaran fins a l'apagament analògic quan s'alliberi espectre. DMB no pateix aquest problema ja pot utilitzar canals que ja estaven assignats a DAB a causa del fet que si l'emissió no és àudio pur no es produeixen interferències.
Continuant amb la comparativa espectral, cal comentar que DVB-H ocupa un ample que pot arribar fins als 8 MHz mentre que DMB només necessita 1,7 MHz. Conseqüentment, DVB-H aporta més riquesa espectral, un ritme de bit més elevat i un robustesa major front a caigudes del canal.
Com qualsevol tecnologia, les infraestructures necessàries per desenvolupar-la suposen una part important dels costos. En el cas de DMB-T la inversió ha estat mínima, ja que s'ha aprofitat la infraestructura que ja es disposava per DAB; com a conseqüència també s'han adoptat les limitacions d'aquesta infraestructura, com per exemple la falta de cobertura en interiors, ja que DAB va ser un sistema dissenyat per l'emissió de ràdio per als automòbils.
Les modulacions utilitzades per cada estàndard són differencial-QPSK i QPSK per DMB i DVB-H respectivament. El fet d'utilitzar DQPSK simplifica el receptor, ja que no s'ha de tenir en compte l'ambigüitat de la fase, però a canvi d'un augment de la BER.
La detecció i correcció d'errors d'ambdós estàndards inclou Conv i FEC però DVB-H inclou un altre nivell de correcció per a comunicacions mòbils que defensa la informació front l'efecte Doppler, MPE-FEC, que li aporta un avantatge de 2-3dB.
Un dels reptes més importats de cara a la implantació de la televisió mòbil va ser la reducció del consum dels dispositius: és important de no haver de carregar constantment el terminal. La solució s'anomena time-slicing i pot arribar a reduir el consum fins a un 90% respecte al de la televisió convencional. DVB-H utilitza aquest mètode de reducció de consum mentre que DMB no l'aplica estrictament, així el consum del primer és de l'ordre dels 80 mW i el del segon de 250 mW, molt superior.
Quant als protocols, la radiodifusió multimèdia digital fa servir un protocol fix basat en MPEG-4, en canvi DVB-H utilitza datagrames IP encapsulats dintre dels Transport Streams (DVTS) que aporten un major flexibilitat.